# Acanthodoras depressus
Acanthodoras depressus är en fiskart som först beskrevs av Steindachner, 1881.  Acanthodoras depressus ingår i släktet Acanthodoras och familjen Doradidae. Inga underarter finns listade i Catalogue of Life.